# Сан Ђорђо Јонико
Сан Ђорђо Јонико (итал. San Giorgio Ionico) је насеље у Италији у округу Таранто, региону Апулија.
Према процени из 2011. у насељу је живело 14618 становника. Насеље се налази на надморској висини од 77 м.

## Географија
| Клима (Сан Ђорђо Јонико) | Клима (Сан Ђорђо Јонико) | Клима (Сан Ђорђо Јонико) | Клима (Сан Ђорђо Јонико) | Клима (Сан Ђорђо Јонико) | Клима (Сан Ђорђо Јонико) | Клима (Сан Ђорђо Јонико) | Клима (Сан Ђорђо Јонико) | Клима (Сан Ђорђо Јонико) | Клима (Сан Ђорђо Јонико) | Клима (Сан Ђорђо Јонико) | Клима (Сан Ђорђо Јонико) | Клима (Сан Ђорђо Јонико) | Клима (Сан Ђорђо Јонико) |
| Показатељ \ Месец        | .Јан.                    | .Феб.                    | .Мар.                    | .Апр.                    | .Мај.                    | .Јун.                    | .Јул.                    | .Авг.                    | .Сеп.                    | .Окт.                    | .Нов.                    | .Дец.                    | .Год.                    |
| ------------------------ | ------------------------ | ------------------------ | ------------------------ | ------------------------ | ------------------------ | ------------------------ | ------------------------ | ------------------------ | ------------------------ | ------------------------ | ------------------------ | ------------------------ | ------------------------ |
| Средњи максимум, °C (°F) | 12,5 (54,5)              | 13,0 (55,4)              | 15,6 (60,1)              | 18,4 (65,1)              | 24,2 (75,6)              | 28,5 (83,3)              | 31,2 (88,2)              | 31,2 (88,2)              | 27,0 (80,6)              | 22,1 (71,8)              | 16,8 (62,2)              | 13,5 (56,3)              | 31,2 (88,2)              |
| Средњи минимум, °C (°F)  | 6,1 (43)                 | 6,1 (43)                 | 7,7 (45,9)               | 10,2 (50,4)              | 14,6 (58,3)              | 18,5 (65,3)              | 20,8 (69,4)              | 21,4 (70,5)              | 17,8 (64)                | 14,3 (57,7)              | 10,0 (50)                | 7,2 (45)                 | 6,1 (43)                 |
| [ тражи се извор ]       |                          |                          |                          |                          |                          |                          |                          |                          |                          |                          |                          |                          |                          |

## Становништво
| 1931. | 1936. | 1951. | 1961. | 1971. | 1981.  | 1991.  | 2001.  | 2011.  |
| ----- | ----- | ----- | ----- | ----- | ------ | ------ | ------ | ------ |
| 4.808 | 5.441 | 7.280 | 7.503 | 8.586 | 12.235 | 16.081 | 15.613 | 15.676 |